# Brent Hinds
William Brent Hinds (Pelham, Alabama; 16 de enero de 1974), conocido como Brent Hinds es un cantante y guitarrista estadounidense que forma parte de las bandas de Sludge metal, Mastodon y, a su vez, de proyecto paralelo, Fiend Without a Face.

## Trayectoria profesional y personal
Hinds empezó en el mundo de la música tocando el banjo, instrumento que luego acabaría influyendo en su forma de tocar la guitarra. En su infancia, comenzó escuchando música country, pero la aparición de grupos como The Melvins o Neurosis le influyeron notablemente y marcaron el camino que seguiría más adelante.
En los primeros años de Mastodon, Hinds trabajó como carpintero cuando no estaba de gira con la banda. Hinds dejó Alabama y marchó a Atlanta (Georgia) para desarrollar su carrera musical. Es en esta época cuando conoce a Troy Sanders, futuro miembro de Mastodon. Según Troy, él "vivió en su camioneta los siguientes cinco años", convirtiéndose en un miembro de la entonces banda de Troy, Four Hour Fogger. El primer concierto en vivo que dio estaba "tan colocado que ni siquiera pudo tocar". Cuando Four Hour Fogger se separó, los dos permanecieron juntos, y casualmente conocieron a Brann Dailor y Bill Kelliher en un concierto de High on Fire "en el sótano de unos amigos". 
Los cuatro comenzaron un nuevo proyecto con el cantante Eric Saner, haciendo giras por el sur de Estados Unidos, trabajando 40 horas a la semana y centrándose en la banda durante su tiempo libre. El éxito comercial de la banda tuvo lugar cuando Saner la abandonó, lo que obligó a Brent a compaginar las labores de guitarrista con la de vocalista, labora que comparte con Sanders.
Hinds continúa centrado en su labor en Mastodon e invierte la mayor parte de su tiempo yendo de gira o grabando en el estudio. También trabaja en al promoción de su menos conocida banda de psychedellic rocabilly Fiend Without A Face y su grupo de rock clásico, The Blood Vessels. Asimismo, Hinds compuso la banda sonora de la película Jonah Hex.
El 7 de junio de 2011, los proyectos de Hinds Fiend Without a Face y West End Motel debutaron con un doble CD de estudio. Ese mismo año, formó el supergrupo Giraffe Tongue Orchestra con la siguiente formación:
- Hinds, guitarra.
- Ben Weiman, guitarra (también miembro de Dillinger Scape Plan).
- Eric Avery (antiguo bajista de Jane's Addiction).
- Jon Theodoro (baterista de The Mars Volta).